# Bijvang
De bijvang is een Oudnederlands woord voor gronden die buiten een stad en buiten haar stedelijke grenspalen lagen, maar die wel in zekere mate afhankelijk waren van het stedelijk bestuur.

## Oorsprong
Het begrip zou afkomstig zijn uit het bifängsrecht, een onderdeel van het Germaans recht over landbeheer dat oorspronkelijk verwees naar het beheer van gemeenschappelijk land. Dit is deels vergelijkbaar met het Frankische recht over het beheer van woeste gronden.

## Eigenschappen
De gronden van de bijvang (bijvank, bivinc, bijving) waren achterliggende gebieden buiten de stedelijke marken of grenspalen. Ze vormden ook gebieden met dezelfde naam marken.
In een bijvang was de regelgeving en het bestuur dikwijls anders dan binnen de stedelijke grenzen, maar haar bewoners hadden eveneens verplichtingen tegenover de stedelijke overheid.
De lokale controle kon door een meier gebeuren, maar ook in dat geval stond deze onder toezicht van een stedelijke schepen van de bijvang .
Mits bepaalde regels te volgen kon men zich vrije gronden in een bijvang toe-eigenen of ze konden geschonken worden door hogere ambtenaren en edelen. Gronden in de bijvang konden ook teruggeven worden aan de gemeenschap.
Er waren ook veel gronden die aan kerkelijke instellingen zoals abdijen behoorden en bewerkt werden door laten.

## Voorbeelden

### De bijvang van Lier
De stad Lier bestond uit drie concentrische delen: de stad binnen de wallen, de Kuip als ring buiten de wallen en de verder gelegen bijvang. De Lierse bijvang omvatte de dorpen van Bevel, Emblem, Kessel en Nijlen en de gehuchten van Hagenbroek, Lachenen en Mijl. Op een bepaald moment had Lier drie schepenen van de stad of binnenschepenen en vier buitenschepenen voor individuele delen van de bijvang. Na de Franse Revolutie kregen de gebieden van de bijvang onafhankelijkheid.

### Andere
- de bijvang van Breda.
- de bijvang van Herentals.
- de bijvang van Turnhout met 12 dorpen: Wechelderzande, Gierle, Lille, Vlimmeren, Beerse, Vosselaar, Merksplas, Baarle, Arendonk, Weelde, Poppel en Ravels.